# Macedo de Cavaleiros
Macedo de Cavaleiros est une municipalité (en portugais : concelho ou município) du Portugal, située dans le district de Bragance et la région Nord.

## Géographie
Macedo de Cavaleiros est limitrophe :
- au nord, de Vinhais,
- au nord-est, de Bragance,
- à l'est, de Vimioso,
- au sud, de Mogadouro et Alfândega da Fé,
- au sud-ouest, de Vila Flor,
- à l'ouest, de Mirandela.

## Histoire
La municipalité a été créée en 1853, par démembrement de plusieurs autres municipalités.

## Démographie
| 1864   | 1900   | 1930   | 1960   | 1981   | 1991   | 2001   | 2004   | 2011   |
| ------ | ------ | ------ | ------ | ------ | ------ | ------ | ------ | ------ |
| 17 208 | 19 200 | 19 781 | 26 199 | 21 608 | 18 930 | 17 449 | 17 210 | 15 776 |

## Subdivisions
La municipalité de Macedo de Cavaleiros groupe 38 paroisses (freguesia, en portugais) :
- Ala
- Amendoeira
- Arcas
- Bagueixe
- Bornes
- Burga
- Carrapatas
- Castelãos
- Castro Roupal
- Chacim
- Cortiços
- Corujas
- Edroso
- Espadanedo
- Ferreira
- Gralhos
- Grijó, auparavant nommée Grijó de Vale Benfeito
- Lagoa
- Lamalonga
- Lamas, auparavant nommée Lamas de Podence
- Lombo
- Macedo de Cavaleiros
- Mograo
- Morais
- Murçós
- Olmos
- Peredo
- Podence
- Salselas
- Santa Combinha
- Sezulfe
- Soutelo Mourisco
- Talhas
- Talhinhas
- Vale Benfeito
- Vale da Porca
- Vale de Prados
- Vilar do Monte
- Vilarinho de Agrochão
- Vilarinho do Monte
- Vinhas